# Pierluigi Tami
Pierluigi Tami (Clusone, 12 settembre 1961) è un allenatore di calcio ed ex calciatore svizzero con cittadinanza italiana, di ruolo difensore, dal 2019 dirigente e responsabile tecnico della nazionale di calcio della Svizzera.

## Carriera

### Giocatore
Formatosi sportivamente nelle file del Tenero, ha svolto tutta la propria carriera professionistica nel Canton Ticino, vestendo le maglie di Chiasso, Locarno, Bellinzona e Lugano.
Si ritira dal calcio giocato nel 1994.

### Allenatore
Dedicatosi all'attività di allenatore, fino al 2003 guida squadre ticinesi: nel 1994 debutta sulla panchina del Gordola, per poi passare nel 1996 nei quadri tecnici del Lugano, ove rimane fino al 1999 con mansioni di allenatore delle giovanili e vice-allenatore della prima squadra. Conclusa tale esperienza, passa ad allenare il Locarno, che guida per tre stagioni, conseguendo una promozione dalla terza alla seconda serie, una salvezza e una retrocessione. Nel 2002 torna al Lugano, guidando la prima squadra al quarto posto nel campionato di seconda serie: sconta tuttavia le difficoltà finanziarie del club bianconero, ormai in bancarotta e costretto infine a ritirarsi dal campionato nella fase degli spareggi di promozione/relegazione.
Nel 2003 viene chiamato alla guida della nazionale svizzera under-18. Ricopre tale incarico fino al 2009, allorché viene promosso a capo allenatore della selezione under-21 rossocrociata.
Parallelamente nel 2006 viene affiancato a Jakob Kuhn quale commissario tecnico in seconda della nazionale maggiore, continuando a occupare tale posizione anche a seguito dell'arrivo di Ottmar Hitzfeld, nel 2008.
Nel 2012 viene nominato CT della nazionale svizzera impegnata nel torneo dei giochi olimpici di Londra.
Il 15 gennaio 2015 rescinde anticipatamente il proprio contratto con la federazione elvetica (valido fino al 2017) per assumere la guida tecnica del Grasshoppers, nel massimo campionato svizzero, in sostituzione del destituito Michael Skibbe. Dopo aver condotto la squadra zurighese a una tranquilla salvezza nell'annata 2014-2015, nella stagione successiva la guida al quarto posto e alla qualificazione in Europa League.
Meno fortunata si rivela la stagione 2016-2017, ove le cavallette vengono eliminate dall'Europa League negli spareggi pre-fase a gironi, pagando inoltre uno scarso rendimento in campionato: il 12 marzo 2017, dopo un periodo di oltre tre mesi senza vittorie, Tami viene esonerato.
Nell'estate dello stesso anno viene ingaggiato dal Lugano in sostituzione del dimissionario Paolo Tramezzani; siede sulla panchina bianconera fino all'aprile 2018, allorché (complice un periodo di crisi della squadra) viene sollevato dall'incarico insieme al suo staff.
Nel 2019 viene nominato responsabile tecnico e direttore sportivo della nazionale svizzera.

## Palmarès
- Coppa Svizzera: 1

Lugano: 1992-1993
- Lega Nazionale B: 1

Locarno: 1985-1986